# Saint-Just-en-Chevalet
Saint-Just-en-Chevalet – miejscowość i gmina we Francji, w regionie Owernia-Rodan-Alpy, w departamencie Loara.
Według danych na rok 2017 gminę zamieszkiwały 1141 osoby, a gęstość zaludnienia wynosiła 39 osób/km² (wśród 2880 gmin regionu Rodan-Alpy Saint-Just-en-Chevalet plasuje się na 593. miejscu pod względem liczby ludności, natomiast pod względem powierzchni na miejscu 239.).